# Странджа (село)
Странджа (болг. Странджа) — село в Болгарии. Находится в Ямболской области, входит в общину Болярово. Население составляет 53 человека.

## Политическая ситуация
Странджа подчиняется непосредственно общине и не имеет своего кмета.
Кмет (мэр) общины Болярово — Христо Димитров Христов (Болгарская социалистическая партия (БСП)) по результатам выборов в правление общины.